# Bourletiella rustica
Bourletiella rustica är en urinsektsart som beskrevs av David J. Maynard 1951. Bourletiella rustica ingår i släktet Bourletiella, och familjen Bourletiellidae. Inga underarter finns listade i Catalogue of Life.